# ۶۴۵ (قمری)
۶۴۵ (قمری)، ششصد و چهل و پنجمین سال در گاهشماری هجری قمری است. اول محرم این سال برابر با هشتم مه سال ۱۲۴۷ میلادی است.

## رویدادها
فوت شمس تبریزی